# ری پارلور
ری پارلور (به انگلیسی: Ray Parlour) بازیکن فوتبال زادهٔ ۷ مارس ۱۹۷۳ اهل انگلستان بود که سابقهٔ بازی در تیم ملی فوتبال انگلستان را در کارنامهٔ خود دارد. وی در تاریخ ۲۷ مارس ۱۹۹۹ نخستین بازی ملی خود را در مقابل تیم ملی فوتبال لهستان انجام داد و با حضور در ۱۰ بازی ملی، در تاریخ ۱۵ نوامبر ۲۰۰۰ واپسین بازی ملی‌اش را در برابر تیم ملی فوتبال ایتالیا برگزار کرد.